# KFC Sporting Sint-Gillis Waas
Maillots
Dernière mise à jour : 11 août 2021.
Le Koninklijke Football Club Sporting Sint-Gillis-Waas est un club de football belge basé à Saint-Gilles-Waes. Il évolue en première provinciale lors de la saison 2017-2018. Au cours de son histoire, le club a disputé 14 saisons dans les divisions nationales.
Relégué de Division 3 Amateur VFV en 2017, le cercle termine 16e et dernier de « P1 » la saison suivante. Décision est alors prise de repartir volontairement du bas de l'échelle, soit la « P4 » en 2018-2019. Après deux exercices, le matricule 4385 remonte d'un étage.

## Le club
- 1945 : fondation de FOOTBALL CLUB SPORTING SINT-GILLIS-WAAS le 16/11/1945
- 1946 : affiliation à l'Union Royale Belge des Sociétés de Football Association (URBSFA) le 29/03/1946; le club reçoit le numéro matricule 4385
- 1996 : après obtention du titre de Société Royale vers 22/11/1995, changement de dénomination en KONINKLIJKE FOOTBALL CLUB SPORTING SINT-GILLIS-WAAS (4385) le 01/07/1996

## Résultats dans les divisions nationales
Statistiques mises à jour le 30 juin 2017

### Bilan
| Niv | Divisions     | Jouées | Titres | TM Up | TM Down |
| --- | ------------- | ------ | ------ | ----- | ------- |
| I   | 1re nationale | 0      | 0      |       |         |
| II  | 2e nationale  | 0      | 0      |       |         |
| III | 3e nationale  | 0      | 0      |       |         |
| IV  | 4e nationale  | 13     | 0      | 1     |         |
| V   | 5e nationale  | 1      | 0      |       |         |
|     |               |        |        |       |         |
|     | TOTAUX        | 14     | 0      | 1     | 0       |

- TM Up : test-match pour départager des égalités, ou toutes formes de Barrages ou de Tour final pour une montée éventuelle.
- TM Down : test-match pour départager des égalités, ou toutes formes de Barrages ou de Tour final pour le maintien.

### Classements saison par saison
| Ordre               | Saison  | Nom du club                | Niveau                         | Classement final | Remarques  |
| ------------------- | ------- | -------------------------- | ------------------------------ | ---------------- | ---------- |
| 1                   | 1962-63 | FC Sp. Sint-Gillis-Waas    | Promotion série B              | 3e/16            |            |
| 2                   | 1963-64 | FC Sp. Sint-Gillis-Waas    | Promotion série A              | 5e/16            |            |
| 3                   | 1964-65 | FC Sp. Sint-Gillis-Waas    | Promotion série C              | 12e/16           |            |
| 4                   | 1965-66 | FC Sp. Sint-Gillis-Waas    | Promotion série D              | 6e/16            |            |
| 5                   | 1966-67 | FC Sp. Sint-Gillis-Waas    | Promotion série B              | 9e/16            |            |
| 6                   | 1967-68 | FC Sp. Sint-Gillis-Waas    | Promotion série B              | 16e/16           | Relégué!   |
| séries provinciales |         |                            |                                |                  |            |
| 7                   | 2006-07 | K. FC Sp. Sint-Gillis-Waas | Promotion série A              | 14e/16           | Relégué!   |
| séries provinciales |         |                            |                                |                  |            |
| 8                   | 2009-10 | K. FC Sp. Sint-Gillis-Waas | Promotion série B              | 7e/16            |            |
| 9                   | 2010-11 | K. FC Sp. Sint-Gillis-Waas | Promotion série B              | 12e/16           |            |
| 10                  | 2011-12 | K. FC Sp. Sint-Gillis-Waas | Promotion série B              | 16e/16           | Relégué!   |
| séries provinciales |         |                            |                                |                  |            |
| 11                  | 2013-14 | K. FC Sp. Sint-Gillis-Waas | Promotion série B              | 10e/16           | Tour final |
| 12                  | 2014-15 | K. FC Sp. Sint-Gillis-Waas | Promotion série A              | 10e/16           |            |
| 13                  | 2015-16 | K. FC Sp. Sint-Gillis-Waas | Promotion série A              | 13e/16           | Relégué!   |
| 14                  | 2016-17 | K. FC Sp. Sint-Gillis-Waas | Division 3 Amateur VFV série A | 15e/16           |            |